# Coenotephria impunctata
Coenotephria impunctata är en fjärilsart som beskrevs av Otto Staudinger 1879. Coenotephria impunctata ingår i släktet Coenotephria och familjen mätare. Inga underarter finns listade i Catalogue of Life.